# Эр-Рафъи, Зайн
Зайн Эр-Рафъи́ (норв. Zain Al Rafeea, араб. زين الرافعي‎; род. 10 октября 2004, Даръа, Сирия) — норвежский актёр сирийского происхождения. Наиболее известен главной ролью в ливанском фильме «Капернаум», который получил приз жюри на Каннском кинофестивале 2018 года.

## Жизнь и карьера
Зайн Эр-Рафъи родился в городе Даръа, Сирия в 2004 году, в 2012 году вместе со своей семьёй он переехал в Ливан. Зайн — сирийский беженец, он рос в трущобах Бейрута, где жил вместе со своими родителями. Зайн непрофессиональный актёр. Во время съёмок в фильме «Капернаум» ему было 12 лет и он не умел ни читать, ни писать. Главный герой фильма был назван в его честь.
В ноябре 2018 года режиссёр Надин Лабаки сообщила, что жизнь Эр-Рафъи после съёмок фильма изменилась. Он вместе с семьёй переехал жить в Норвегию, где начал посещать школу в городе Хаммерфест.

Наконец, у него есть норвежский паспорт. Он переехал в Норвегию и живёт там последние три-четыре месяца. Впервые в жизни он ходит в школу, где учится читать и писать. Он вернул себе детство. Он играет в саду и больше не играет с ножами и в мусоре.— Надин Лабаки
За роль в фильме «Капернаум» Эр-Рафъи был номинирован на премию Asia Pacific Screen Awards в категории «Лучшая актёрская работа». Также в 2018 году он получил награду как лучший актёр на Международном кинофестивале в Анталии. Газета «The New York Times» назвала его актёрскую работу одной из лучших в 2018 году. Джеймс Верньер из газеты «Boston Herald» описал Эр-Рафъи как человека, в котором есть «часть Оливера Твиста, и часть Джеймса Дина».
В ноябре 2019 года было объявлено, что Эр-Рафъи присоединился к актёрскому составу фильма «Вечные», являющегося частью кинематографической вселенной Marvel.

## Фильмография
| Год  |   | Русское название | Оригинальное название | Роль               |
| ---- | - | ---------------- | --------------------- | ------------------ |
| 2018 | ф | Капернаум        | Capharnaüm            | Зейн               |
| 2021 | ф | Вечные           | The Eternals          | житель Месопотамии |
| 2024 | ф | Замок из песка   | The Sand Castle       | Адам               |

## Награды и номинации
| Год  | Награда                                | Категория                 | Работа    | Результат | Источник |
| ---- | -------------------------------------- | ------------------------- | --------- | --------- | -------- |
| 2018 | Международный антальский кинофестиваль | Лучший актёр              | Капернаум | Победа    | [ 13 ]   |
| 2018 | Asia Pacific Screen Awards             | Лучший актёр              | Капернаум | Номинация | [ 13 ]   |
| 2018 | New Mexico Film Critics                | Лучший молодой актёр      | Капернаум | Победа    | [ 13 ]   |
| 2019 | The Lebanese Movie Awards              | Лучший актёрский ансамбль | Капернаум | Номинация | [ 13 ]   |
| 2019 | FEST International Film Festival       | Лучший дебют              | Капернаум | Победа    | [ 13 ]   |
| 2019 | Young Artist Awards                    | Прорыв года               | Капернаум | Победа    | [ 14 ]   |